# Lansdowne
Lansdowne là một thị xã quân sự (cantonment) của quận Garhwal thuộc bang Uttaranchal, Ấn Độ.

## Nhân khẩu
Theo điều tra dân số năm 2001 của Ấn Độ, Lansdowne có dân số 7902 người. Phái nam chiếm 64% tổng số dân và phái nữ chiếm 36%. Lansdowne có tỷ lệ 86% biết đọc biết viết, cao hơn tỷ lệ trung bình toàn quốc là 59,5%: tỷ lệ cho phái nam là 91%, và tỷ lệ cho phái nữ là 79%. Tại Lansdowne, 9% dân số nhỏ hơn 6 tuổi.